# Sisomicină
Sisomicina este un antibiotic cu spectru larg din clasa aminoglicozidelor, fiind un analog de gentamicină. Spectrul de activitate este în general reprezentat de bacterii Gram-pozitive.